# نیکی ۲۲۵
نیکی ۲۲۵ یا شاخص نیکی (به ژاپنی: 日経平均株価) یکی از شاخص‌های بازار سهام توکیو است. نیکی عملکرد ۲۲۵ شرکت بزرگ دولتی در ژاپن را از طیف گسترده‌ای از بخش‌های صنعت اندازه‌گیری می‌کند.